# کیوبی۶۴
کیوبی۶۴ (در اصل کیوبی۳۲) یک کامپایلر BASIC خود هاست برای مایکروسافت ویندوز، لینوکس و مک او اس ایکس است که برای سازگار بودن با مایکروسافت کیو بیسیک و QuickBASIC طراحی شده‌است. کیوبی۶۴ یک امیتر ++C است، که با یک کامپایلر ++C یکپارچه شده‌است تا تلفیقی را از طریق کد ++C و بهینه‌سازی GCC ارائه دهد.
کیوبی۶۴ بیشتر از سینتکس کیو بیسیک را پیاده‌سازی و اجرا می‌کند و می‌تواند بسیاری از برنامه‌های QBasic را اجرا کند، از جمله بازی‌های QBasic Gorillas و Nibbles مایکروسافت. علاوه بر این، QB64 به گونه ای طراحی شده‌است که شامل IDE شبیه‌سازی به QBASIC IDE است. QB64 همچنین زبان برنامه‌نویسی QBASIC را شامل انواع داده‌های ۶۴ بیتی و همچنین پشتیبانی از صدا و گرافیک بهتر می‌کند. همچنین می‌تواند از برخی ویژگی‌های خاص DOS / x86 مانند INT (دستور X86) و تایمرهای متعدد تقلید کند.

## تاریخچه
کیوبی۶۴ در ابتدا با QuickBASIC 4.5 کامپایل شد. پس از توسعه قابل توجه که انجام شد، راب گالئون، توسعه دهنده، با محدودیت‌های حافظه QuickBASIC مواجه شد و به PDS پایه مایکروسافت ۷٫۱ تغییر مکان داد، که این مشکلات را برای مدت کوتاهی حل کرد. پس از نسخه ۰٫۶۳، کیوبی۶۴ توانست خود را کامپایل کند بعد از آن محدودیت‌های حافظه معمولی دیگر اعمال نمی‌شد.

## نحو کد زدن
نحو QB64 به گونه ای طراحی شده‌است که کاملاً با QuickBASIC سازگار باشد. وارد کردن شماره خط مورد نیاز نیست.

## ویژگی‌های کیوبی۶۴
- این فرمت‌های مختلف فایل را پشتیبانی می‌کند و همچنین دسترسی به کلیپ بورد را فراهم می‌کند.
- کیوبی۶۴ به فایلهای گرافیکی ۳۲ بیتی (محبوب‌ترین قالب‌ها) دسترسی فوری می‌دهد.
- کیوبی۶۴ به چندین فرمت صوتی دسترسی فوری می‌دهد.
- در اکثر سیستم عامل‌های مدرن پشتیبانی می‌شود، بنابراین نیازی به تقلید نیست.